# 박재랑
박재랑(1983년 5월 3일 ~ )은 대한민국의 배우이다.

## 학력
- 중앙대학교 연극과
- 한국예술종합학교 대학원 연기과

## 드라마
- 2012년《SBS》《부탁해요 캡틴》- 조완준 역

## 연극
- 2010년 그남자 그여자
- 2011년 내 남자의 혈액형
- 2011년 겨울선인장
- 2014년 밀당의 법칙

## 영화
- 2017년: 루시드 드림 - 소현 동료의사 역
- 2019년: 엑시트 - 재민 역